# 1994
Il 1994 (MCMXCIV in numeri romani) è un anno  del XX secolo.

## Eventi

### Gennaio
- 1º gennaio
  - America, Canada e Messico: il North American Free Trade Agreement (NAFTA) entra in vigore
  - Chiapas, Messico: l'Esercito Zapatista di Liberazione Nazionale insorge durante la notte assediando alcuni centri abitati del Chiapas. In molti luoghi, riescono a farlo senza sparare un colpo, in altri sono costretti a combattere. Il loro unico scopo è leggere pubblicamente la prima dichiarazione della Selva Lacandona, nella quale denunciano la loro situazione drammatica. L'assedio dura un solo giorno.
- 14 gennaio: il presidente degli USA Bill Clinton e il presidente russo Boris Yeltsin firmano gli accordi del Cremlino con i quali si impegnano a fermare il puntamento pre-programmato dei missili nucleari verso gli obiettivi di ciascun paese e provvedono allo smaltimento dell'arsenale nucleare in Ucraina.
- 17 gennaio – Los Angeles: un violento terremoto provoca 72 morti, 1 800 feriti e lascia 26 029 persone senza casa.
- 23 gennaio – Fallito attentato allo stadio Olimpico di Roma: l'attentato non avviene per un malfunzionamento del telecomando.
- 28 gennaio: durante la guerra in Bosnia, a Mostar sono uccisi i collaboratori della RAI Marco Luchetta, Alessandro Saša Ota e Dario D'Angelo.

### Febbraio
- 3 febbraio – Guerra libico-ciadiana: la Corte internazionale di giustizia assegna la striscia di Aouzou al Ciad.
- 6 febbraio – Massacri di Markale: l'esercito Serbo-Bosniaco uccide, lanciando una granata nel mercato di Sarajevo, 68 civili e ferisce 144 persone.
- 12 febbraio
  - Oslo: rubato dalla Galleria Nazionale il famoso dipinto L'urlo di Edvard Munch. Viene ritrovato tre mesi dopo (nel 2004 viene rubata dal museo Munch un'altra delle quattro versioni esistenti, tre delle quali in quest'ultimo museo).
  - Lillehammer, Norvegia: iniziano i XVII Giochi olimpici invernali.
- 25 febbraio – Grotta dei patriarchi, Cisgiordania: il Kahanista Baruch Goldstein uccide 29 islamici in un momento di preghiera, prima di essere linciato a morte dai sopravvissuti.

### Marzo
- 1º marzo
  - Sparatoria sul ponte di Brooklyn: Rashid Baz, un immigrato libanese, spara contro un furgone con 15 passeggeri ebrei a bordo.
  - Il Sudafrica cede la Walvis Bay alla Namibia.
- 6 marzo – Moldavia: nel referendum per riunificarsi alla Romania vincono i "contro".
- 7 marzo: osservata la SN 1994D
- 10 marzo – Germania: viene abrogato il Paragrafo 175 (noto come §175 StGB) del codice penale che dal 15 maggio 1871 sanzionava penalmente i rapporti sessuali di tipo omosessuale tra maschi.
- 13 marzo – Ceprano: scoperti i resti fossili di un cranio riferibile a una specie arcaica del genere Homo, detto anche Uomo di Ceprano.
- 14 marzo: la Apple lancia il primo Macintosh che usa il nuovo microprocessore PowerPC.
- 15 marzo: le truppe statunitensi si ritirano dalla Somalia.
- 17 marzo – Planica, Slovenia: Toni Nieminen è il primo a superare i 200 metri nella storia del salto con gli sci.
- 18 marzo – Washington: gli accordi di Washington interrompono le ostilità tra croati e musulmani in Bosnia ed Erzegovina e segnano la fine dell'assedio croato di Mostar.
- 19 marzo – Casal di Principe: assassinato in chiesa don Giuseppe Diana, noto per il suo impegno nella lotta alla camorra.
- 20 marzo – Mogadiscio, Somalia: in un agguato vengono uccisi la giornalista del TG3 Ilaria Alpi e il cameraman Miran Hrovatin.
- 21 marzo – Premi Oscar 1994: Schindler's List - La lista di Schindler, un film sull'Olocausto, di Steven Spielberg, si aggiudica 7 statuette includendo Miglior film e Miglior regia.
- 23 marzo: un Airbus A310 della compagnia russa Aeroflot che operava sul volo 593 tra Mosca e Hong Kong si schianta in Siberia dopo che il figlio del comandante prende i comandi. Nessun superstite tra i 63 passeggeri e i 12 membri dell'equipaggio.
- 27 marzo – 28 marzo – elezioni politiche italiane: lo schieramento di centro-destra guidato da Silvio Berlusconi vince le elezioni. Inizia la Seconda Repubblica italiana.

### Aprile
- 5 aprile – Seattle: il leader della band Nirvana Kurt Cobain muore nella sua casa, ucciso da un colpo di fucile. Si tratta ufficialmente di suicidio. Il suo cadavere è scoperto l'8 aprile.
- 6 aprile – Ruanda: due missili terra-aria abbattono l'aereo con a bordo il presidente Juvénal Habyarimana, di etnia hutu, e il presidente del Burundi, Cyprien Ntaryamira. Subito dopo si scatenano i massacri per i quali erano state preparate da tempo le liste. Ha inizio il Genocidio del Ruanda che si concluderà a metà luglio dello stesso anno e vedrà massacrati da 800.000 a 1.071.000 persone appartenenti soprattutto all'etnia tutsi.
- 8 aprile – Roma: dopo anni di restauri riapre ai visitatori il Giudizio Universale nella Cappella Sistina.
- 16 aprile – Finlandia: con un referendum i finlandesi decidono di aderire all'UE.
- 19 aprile – Paul Touvier, detto il "boia di Vichy", viene condannato al carcere a vita.
- 26 aprile – Ja'afar Ibni Tuanku Almarhum Abdul Rahman, già Yang di-Pertuan Besar di Negeri Sembilan, diviene il decimo Yang di-Pertuan Agong della Malaysia.
- 27 aprile – Sudafrica: Nelson Mandela vince le prime elezioni multirazziali a suffragio universale svolte nel Paese.
- 30 aprile – l'Irlanda vince l'Eurovision Song Contest, ospitato a Dublino, Irlanda.

### Maggio
- 1 maggio, Bologna - il pilota di Formula 1 Ayrton Senna perde la vita in seguito alle ferite riportate dopo lo schianto della sua Williams FW16 durante il 7° giro sul Circuito di Imola.
- 2 maggio: viene assolto Jack Kevorkian dal Tribunale di Detroit: l'eutanasia da lui praticata non viene considerata reato.
- 5 maggio
  - Biškek, Kyrgyzistan: Armenia e Azerbaigian firmano un accordo per il cessate il fuoco nella guerra del Nagorno Karabakh.
  - Italia: l'ex Presidente del Consiglio Bettino Craxi abbandona l'Italia per Hammamet sottraendosi alla condanna penale per i fatti emersi dall'inchiesta Mani Pulite.
- 6 maggio
  - Argentina: viene scoperto Erich Priebke, l'ex nazista fra i responsabili della strage delle Fosse ardeatine
  - Francia – Gran Bretagna: il presidente François Mitterrand e la regina Elisabetta II inaugurano il Tunnel della Manica.
- 10 maggio – Sudafrica: Nelson Mandela assume la carica di presidente.

### Giugno
- 1º giugno: il Sudafrica si ricongiunge al Commonwealth delle nazioni subito dopo le prime elezioni democratiche. Lo aveva lasciato nel 1961.
- 6 giugno – 8 giugno – Guerra di Jugoslavia: iniziate le negoziazioni per il cessate il fuoco a Ginevra. Si raggiunge un accordo di un mese di cessazione delle ostilità.
- 15 giugno: Israele e lo Stato Vaticano instaurano delle relazioni diplomatiche complete.
- 17 giugno – USA: iniziano i mondiali di calcio.
- 24 giugno – Europa: Austria, Finlandia, Svezia e Norvegia siglano l'adesione all'Unione europea prevista per il 1º gennaio 1995. Solo la Norvegia non ratificherà tale adesione.
- 25 giugno – Guerra fredda: le ultime truppe russe lasciano la Germania.
- 30 giugno
  - Incidente aereo a Tolosa: un Airbus A330 precipita durante un volo di collaudo. Morte le sette persone a bordo, tra cui il capocollaudatore Airbus, Nick Warner, e due piloti Alitalia: Alberto Nassetti e Pier Paolo Racchetti.
  - Diciannovesima applicazione del secondo intercalare (minuto di 61 secondi)

### Luglio
- 2 luglio – Colombia: Andrés Escobar, calciatore colombiano, viene ucciso a colpi di pistola per un'autorete che aveva causato l'eliminazione della sua Nazionale dai campionati mondiali.
- 4 luglio – Ruanda: insurrezione dei tutsi
- 5 luglio - Bellevue: Jeff Bezos fonda nel suo garage Amazon
- 12 luglio – Austria: con referendum il paese conferma l'adesione all'Unione europea.
- 13 luglio – Cuba: massacro di 41 persone a bordo del rimorchiatore "13 de Marzo", attaccato dal governo cubano per impedirgli di raggiungere la Florida.
- 16 luglio – 22 luglio: oltre 20 frammenti della cometa Shoemaker-Levy 9 entrano in collisione con Giove.
- 21 luglio – Zaire: nei campi profughi scoppia un'epidemia di colera: migliaia sono le vittime fra i fuggiaschi provenienti dal Ruanda.

### Agosto
- 15 agosto: viene catturato Ilich Ramírez Sánchez, il terrorista noto come "Carlos".
- 31 agosto
  - La Provisional Irish Republican Army annuncia la completa cessazione delle proprie operazioni militari.
  - L'Armata Rossa lascia l'Estonia e la Lettonia.

### Settembre
- 3 settembre: Russia e Cina si accordano per il disarmo delle loro armi nucleari.
- 12 settembre – USA: superando ogni sistema di sicurezza, Frank Corder cerca di schiantarsi con un aereo contro la Casa Bianca.
- 19 settembre: viene pubblicata la dimostrazione dell'Ultimo teorema di Fermat ad opera di Andrew Wiles.
- 26 settembre - Surat India: epidemia di peste polmonare miete centinaia di vittime.
- 28 settembre - Mar Baltico: il traghetto Estonia (di bandiera estone) naufraga causando la morte di 852 persone. Solo 137 persone sopravvivono al naufragio.

### Ottobre
- 1º ottobre
  - Repubblica Slovacca: il premier nazionalpopulista Vladimír Mečiar vince le elezioni.
  - Indipendenza di Palau.
- 4 ottobre – Brasile: Fernando Henrique Cardoso vince le elezioni presidenziali.
- 8 ottobre – Atene: la nazionale italiana di pallavolo si conferma campione del mondo battendo la nazionale olandese.
- 15 ottobre
  - Dopo 3 anni di esilio negli USA, il presidente di Haiti, Aristide, rientra in patria.
  - A seguito delle richieste del presidente del Consiglio di sicurezza delle Nazioni Unite, l'Iraq smobilita le proprie truppe dai confini con il Kuwait.
- 16 ottobre
  - Finlandia: il 57% degli elettori al referendum dicono "Si" all'adesione all'Unione europea.
  - Germania: Helmut Kohl vince le elezioni e verrà confermato cancelliere il 15 novembre.
- 19 ottobre – Israele: si verifica in Via Dizengoff il primo attentato suicida organizzato da Hamas. L'esplosione avviene sull'autobus numero 5 e provoca una strage: 22 morti.
- 26 ottobre: nonostante il recente attentato, Israele firma con la Giordania l'accordo di pace dopo che le due nazioni sono state formalmente in guerra per 46 anni.

### Novembre
- 1º novembre – Mozambico: Joaquim Chissano viene confermato presidente del paese dal 55% degli elettori delle prime elezioni multipartitiche.
- 2 novembre – Durunka, Egitto: a causa dell'esplosione di un deposito di carburante muoiono circa 400 persone.
- 8 novembre – L'Aia: con l'apertura del processo contro Dusan Tadic –accusato di genocidio, omicidi, torture, deportazioni di massa. È la prima volta dalla seconda guerra mondiale che un tribunale internazionale deve giudicare per crimini di guerra e contro l'umanità.
- 10 novembre
  - Iraq/Kuwait: l'Iraq riconosce lo Stato del Kuwait, fino allora considerata provincia irachena.
  - Sri Lanka: Chandrika Bandaranaike Kumaratanga vince le elezioni presidenziali.
- 19 novembre: il Malawi riconosce la Repubblica Democratica Araba dei Sahrawi.
- 20 novembre: il governo angolano e i ribelli dell'UNITA firmano il protocollo di Lusaka.
- 28 novembre – Norvegia: in seguito ad un referendum popolare, la Norvegia non aderisce all'Unione europea.
- 30 novembre – Corno d'Africa: brucia e affonda il transatlantico Achille Lauro. Muoiono due passeggeri, si salvano le altre 980 persone.

### Dicembre
- 3 dicembre: Sony Computer Entertainment presenta la PlayStation una console per videogiochi a 32 bit.
- 9 dicembre – Karamay, Cina: brucia un teatro causando oltre 300 morti tra gli spettatori, soprattutto bambini.
- 11 dicembre – Cecenia, Russia: inizia l'intervento militare russo in Cecenia.
- 13 dicembre – Etiopia: inizia il processo contro l'ex presidente Haile Mariam Menghistu e suoi collaboratori, accusati di genocidio e crimini contro l'umanità.
- 20 dicembre – Giappone: Frank Sinatra si esibisce nel suo ultimo concerto dal vivo, davanti a quasi 100 000 persone, al Fukuoka Dome, nei pressi di Tokyo.

## Nati
Ci sono circa 5 750 voci su persone nate nel 1994; vedi la pagina Nati nel 1994 per un elenco descrittivo o la categoria Nati nel 1994 per un indice alfabetico.

## Morti
Ci sono circa 1 500 voci su persone morte nel 1994; vedi la pagina Morti nel 1994 per un elenco descrittivo o la categoria Morti nel 1994 per un indice alfabetico.

## Calendario
| Calendario 1994 | Calendario 1994 | Calendario 1994 | Calendario 1994 | Calendario 1994 | Calendario 1994 | Calendario 1994 | Calendario 1994 | Calendario 1994 | Calendario 1994 | Calendario 1994 | Calendario 1994 | Calendario 1994 | Calendario 1994 | Calendario 1994 | Calendario 1994 | Calendario 1994 | Calendario 1994 | Calendario 1994 | Calendario 1994 | Calendario 1994 | Calendario 1994 | Calendario 1994 | Calendario 1994 | Calendario 1994 | Calendario 1994 | Calendario 1994 | Calendario 1994 | Calendario 1994 | Calendario 1994 | Calendario 1994 | Calendario 1994 | Calendario 1994 |
| --------------- | --------------- | --------------- | --------------- | --------------- | --------------- | --------------- | --------------- | --------------- | --------------- | --------------- | --------------- | --------------- | --------------- | --------------- | --------------- | --------------- | --------------- | --------------- | --------------- | --------------- | --------------- | --------------- | --------------- | --------------- | --------------- | --------------- | --------------- | --------------- | --------------- | --------------- | --------------- | --------------- |
|                 | 1               | 2               | 3               | 4               | 5               | 6               | 7               | 8               | 9               | 10              | 11              | 12              | 13              | 14              | 15              | 16              | 17              | 18              | 19              | 20              | 21              | 22              | 23              | 24              | 25              | 26              | 27              | 28              | 29              | 30              | 31              |                 |
| Gennaio         | Sa              | Do              | Lu              | Ma              | Me              | Gi              | Ve              | Sa              | Do              | Lu              | Ma              | Me              | Gi              | Ve              | Sa              | Do              | Lu              | Ma              | Me              | Gi              | Ve              | Sa              | Do              | Lu              | Ma              | Me              | Gi              | Ve              | Sa              | Do              | Lu              |                 |
| Febbraio        | Ma              | Me              | Gi              | Ve              | Sa              | Do              | Lu              | Ma              | Me              | Gi              | Ve              | Sa              | Do              | Lu              | Ma              | Me              | Gi              | Ve              | Sa              | Do              | Lu              | Ma              | Me              | Gi              | Ve              | Sa              | Do              | Lu              |                 |                 |                 |                 |
| Marzo           | Ma              | Me              | Gi              | Ve              | Sa              | Do              | Lu              | Ma              | Me              | Gi              | Ve              | Sa              | Do              | Lu              | Ma              | Me              | Gi              | Ve              | Sa              | Do              | Lu              | Ma              | Me              | Gi              | Ve              | Sa              | Do              | Lu              | Ma              | Me              | Gi              |                 |
| Aprile          | Ve              | Sa              | Do              | Lu              | Ma              | Me              | Gi              | Ve              | Sa              | Do              | Lu              | Ma              | Me              | Gi              | Ve              | Sa              | Do              | Lu              | Ma              | Me              | Gi              | Ve              | Sa              | Do              | Lu              | Ma              | Me              | Gi              | Ve              | Sa              |                 |                 |
| Maggio          | Do              | Lu              | Ma              | Me              | Gi              | Ve              | Sa              | Do              | Lu              | Ma              | Me              | Gi              | Ve              | Sa              | Do              | Lu              | Ma              | Me              | Gi              | Ve              | Sa              | Do              | Lu              | Ma              | Me              | Gi              | Ve              | Sa              | Do              | Lu              | Ma              |                 |
| Giugno          | Me              | Gi              | Ve              | Sa              | Do              | Lu              | Ma              | Me              | Gi              | Ve              | Sa              | Do              | Lu              | Ma              | Me              | Gi              | Ve              | Sa              | Do              | Lu              | Ma              | Me              | Gi              | Ve              | Sa              | Do              | Lu              | Ma              | Me              | Gi              |                 |                 |
| Luglio          | Ve              | Sa              | Do              | Lu              | Ma              | Me              | Gi              | Ve              | Sa              | Do              | Lu              | Ma              | Me              | Gi              | Ve              | Sa              | Do              | Lu              | Ma              | Me              | Gi              | Ve              | Sa              | Do              | Lu              | Ma              | Me              | Gi              | Ve              | Sa              | Do              |                 |
| Agosto          | Lu              | Ma              | Me              | Gi              | Ve              | Sa              | Do              | Lu              | Ma              | Me              | Gi              | Ve              | Sa              | Do              | Lu              | Ma              | Me              | Gi              | Ve              | Sa              | Do              | Lu              | Ma              | Me              | Gi              | Ve              | Sa              | Do              | Lu              | Ma              | Me              |                 |
| Settembre       | Gi              | Ve              | Sa              | Do              | Lu              | Ma              | Me              | Gi              | Ve              | Sa              | Do              | Lu              | Ma              | Me              | Gi              | Ve              | Sa              | Do              | Lu              | Ma              | Me              | Gi              | Ve              | Sa              | Do              | Lu              | Ma              | Me              | Gi              | Ve              |                 |                 |
| Ottobre         | Sa              | Do              | Lu              | Ma              | Me              | Gi              | Ve              | Sa              | Do              | Lu              | Ma              | Me              | Gi              | Ve              | Sa              | Do              | Lu              | Ma              | Me              | Gi              | Ve              | Sa              | Do              | Lu              | Ma              | Me              | Gi              | Ve              | Sa              | Do              | Lu              |                 |
| Novembre        | Ma              | Me              | Gi              | Ve              | Sa              | Do              | Lu              | Ma              | Me              | Gi              | Ve              | Sa              | Do              | Lu              | Ma              | Me              | Gi              | Ve              | Sa              | Do              | Lu              | Ma              | Me              | Gi              | Ve              | Sa              | Do              | Lu              | Ma              | Me              |                 |                 |
| Dicembre        | Gi              | Ve              | Sa              | Do              | Lu              | Ma              | Me              | Gi              | Ve              | Sa              | Do              | Lu              | Ma              | Me              | Gi              | Ve              | Sa              | Do              | Lu              | Ma              | Me              | Gi              | Ve              | Sa              | Do              | Lu              | Ma              | Me              | Gi              | Ve              | Sa              |                 |

## Premi Nobel
In quest'anno sono stati conferiti i seguenti Premi Nobel:
- per la Pace: Yasser Arafat, Shimon Peres, Yitzhak Rabin
- per la Letteratura: Kenzaburō Ōe
- per la Medicina: Alfred G. Gilman, Martin Rodbell
- per la Fisica: Bertram N. Brockhouse, Clifford G. Shull
- per la Chimica: George A. Olah
- per l'Economia: John C. Harsanyi, John F. Nash, Reinhard Selten

## Sport
- 2 febbraio, Milano – Il Parma vince la Supercoppa UEFA 1993 superando il Milan.
- 12 febbraio – 27 febbraio, Lillehammer (Norvegia) – XVII Giochi olimpici invernali.
- 17 aprile, Milano – Il Milan vince il suo 14º scudetto.
- 20 aprile, Genova – La Sampdoria vince la sua 4ª Coppa Italia.
- 4 maggio, Copenaghen – L'Arsenal vince la Coppa delle Coppe.
- 11 maggio, Milano – L'Inter conquista la sua seconda Coppa UEFA.
- 18 maggio, Atene – Il Milan si laurea campione d'Europa per la quinta volta, sconfiggendo per 4-0 il Barcellona nella finale di Champions League.
- 17 giugno – 17 luglio, Stati Uniti d'America – XV edizione del campionato mondiale di calcio. Nella finale di Pasadena, il Brasile sconfigge l'Italia ai rigori e vince la quarta Coppa del mondo.
- 28 agosto, Milano – Il Milan si aggiudica la Supercoppa italiana, battendo ai rigori la Sampdoria.
- 31 agosto, Buenos Aires – Il Vélez Sarsfield vince la Coppa Libertadores.
- 5 novembre, Las Vegas – George Foreman sconfigge Michael Moorer, riconquistando il titolo mondiale dei pesi massimi perso nel 1974: a 45 anni, è il pugile più anziano a vincere il titolo della categoria.
- 13 novembre, Adelaide – Michael Schumacher vince per la prima volta il Campionato Mondiale piloti di Formula 1.
- 1º dicembre, Tokyo – Il Vélez Sarsfield sconfigge per 2-0 il Milan e diviene campione mondiale.